# Escorpeniformes

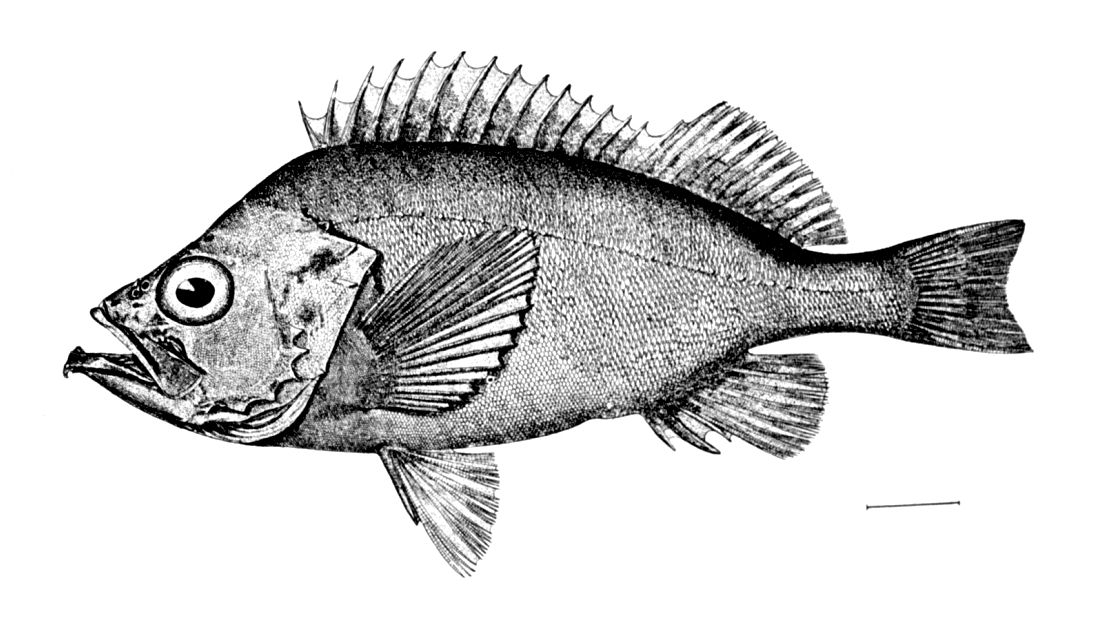
Sebastes marinus

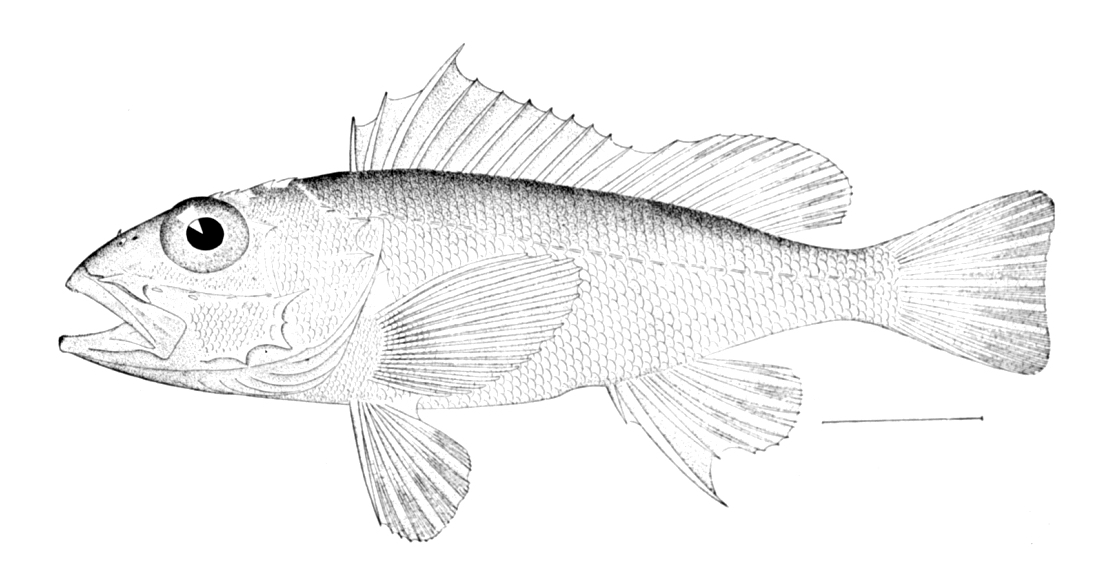
Pontinus longispinis

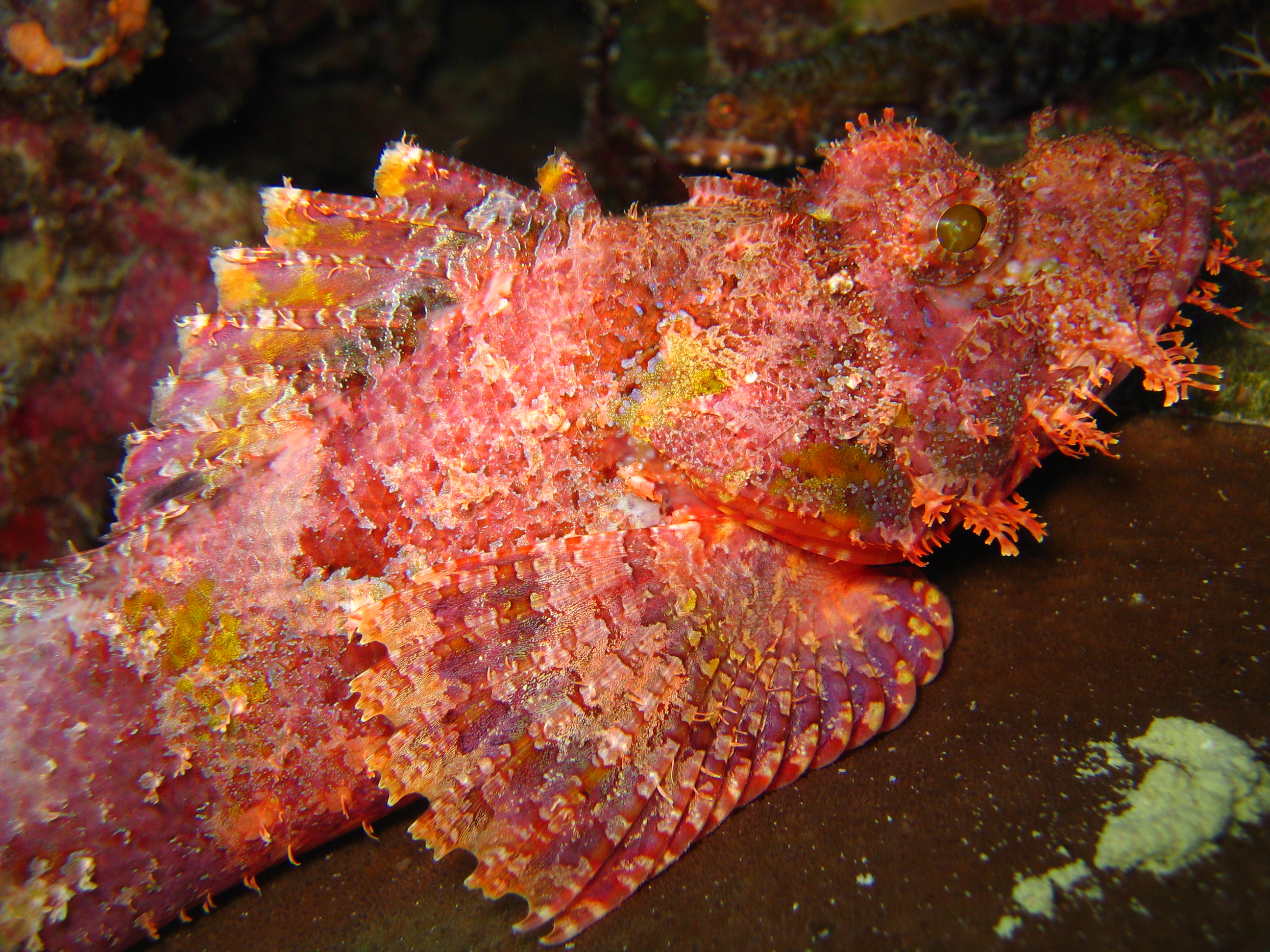
Scorpaenopsis oxycephala fotografiat al Mar del Corall.

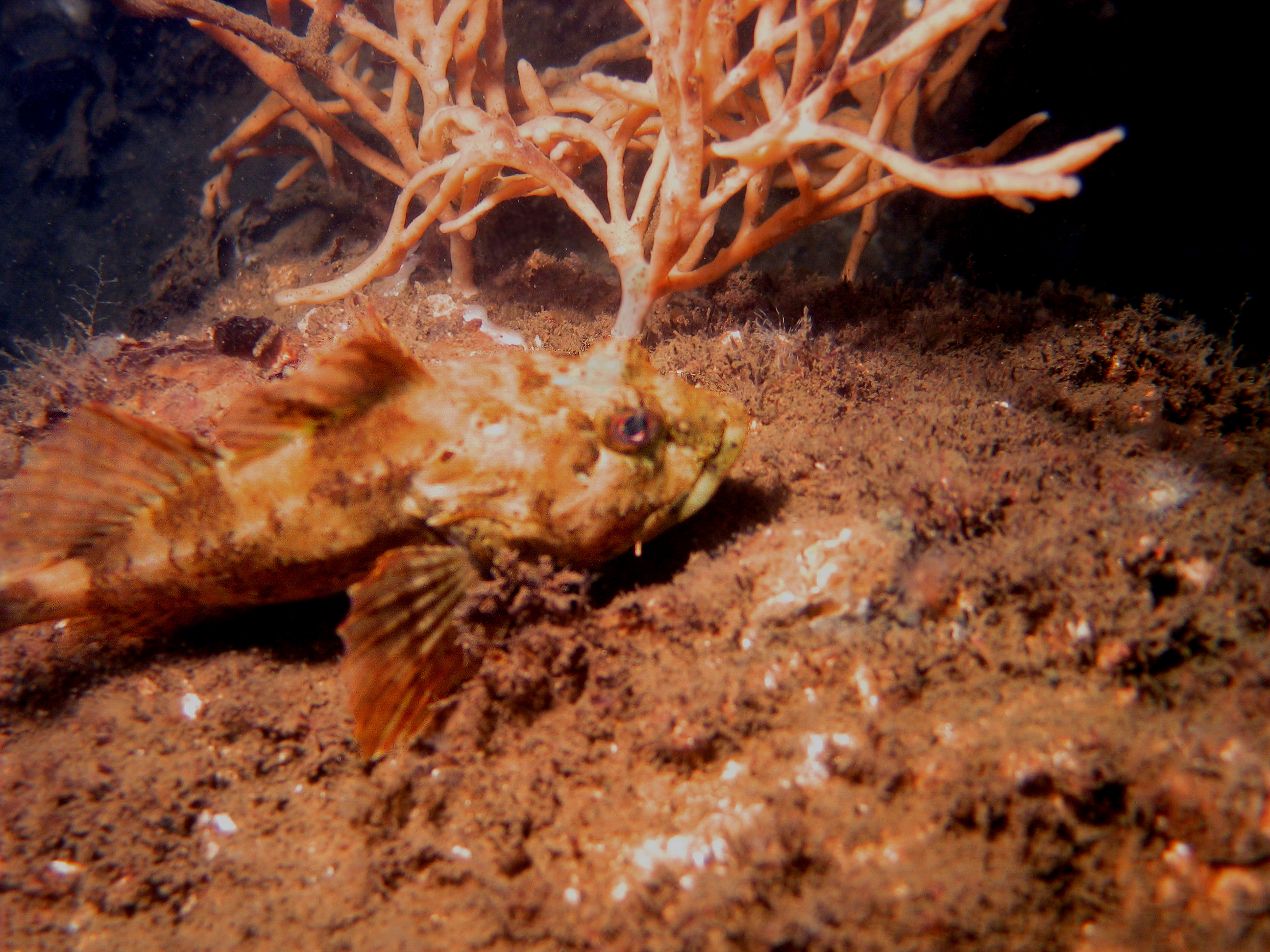
Myoxocephalus scorpius

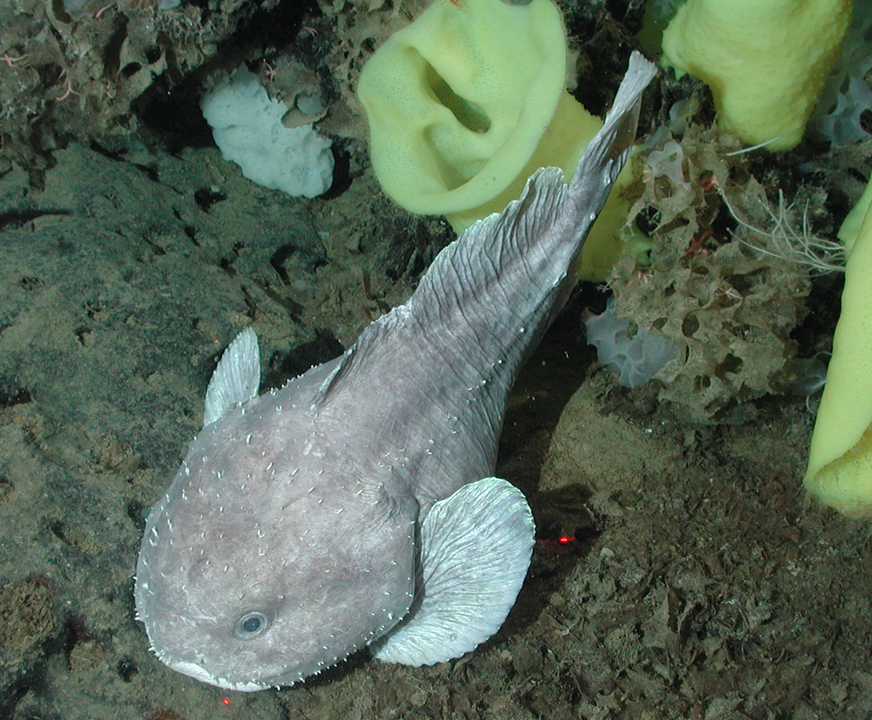
Psychrolutes phrictus

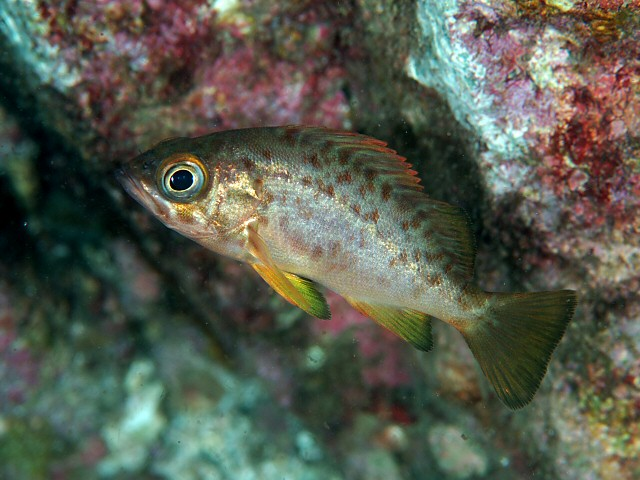
Sebastes inermis

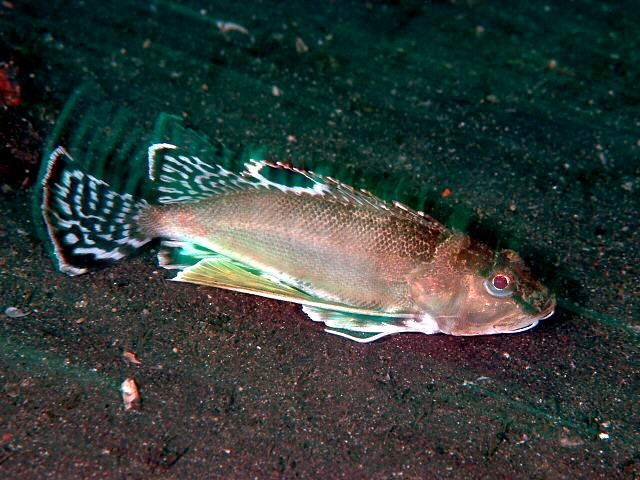
Apistus carinatus

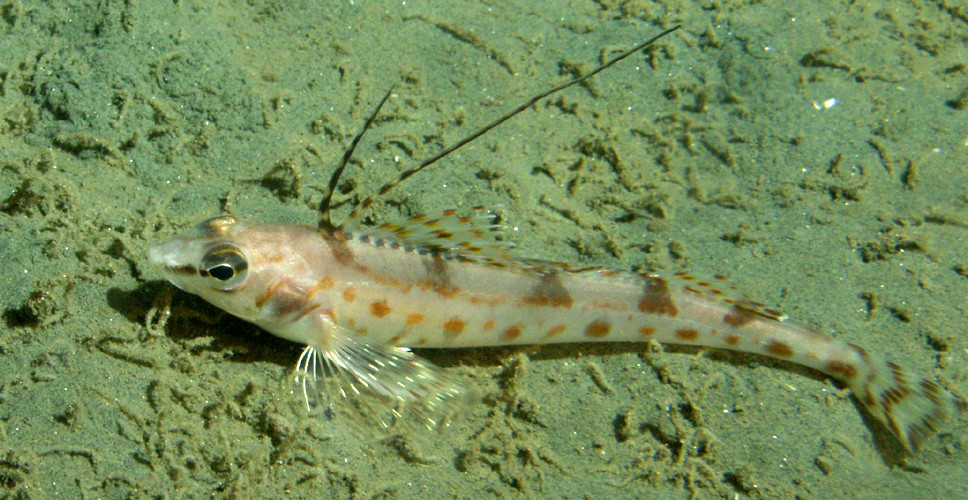
Zaniolepis latipinnis

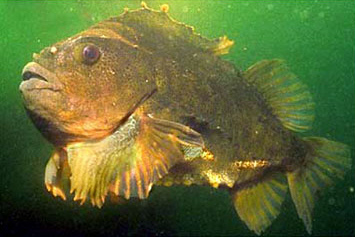
Cyclopterus lumpus

Els escorpeniformes (Scorpaeniformes) són un ordre de peixos actinopterigis de la infraclasse dels teleostis. Als Països Catalans hi viuen quatre famílies: els escorpènids, els tríglids, els còtids i els lipàrids.

## Morfologia
Tenen una prolongació al tercer os suborbital, que connecta amb la superfície de l'opercle, així com unes modificacions relacionades amb l'esquelet caudal, com ara la soldadura de les hipurals formant dues plaques separades.

## Hàbitat
Són principalment marins però també n'hi ha espècies d'aigua dolça.

## Taxonomia
N'hi ha al voltant de 1320 espècies repartides entre 35 famílies.
- Ordre Scorpaeniformes
  - Subordre Anoplopomatoidei
    - Família Anoplopomatidae

  - Subordre Cottoidei
    - Superfamília Cottoidea
      - Família Abyssocottidae
      - Família Agonidae  (Swainson, 1939)[6]
        - Subfamília Hypsagoninae (Gill, 1861)
          - Gènere Agonomalus (Guichenot, 1866)
          - Gènere Hypsagonus (Gill, 1861)
          - Gènere Percis (Scopoli, 1777)

        - Subfamília Bathyagoninae (Lindberg, 1971)
          - Gènere Bathyagonus (Gilbert, 1890)
          - Gènere Odontopyxis (Lockington, 1880)
          - Gènere Xeneretmus (Gilbert, 1903)

        - Subfamília Bothragoninae (Lindberg, 1971)
          - Gènere Bothragonus (Gill, 1883)

        - Subfamília Anoplagoninae (Gill, 1861)
          - Gènere Anoplagonus (Gill, 1861)
          - Gènere Aspidophoroides (Lacépède, 1801)
          - Gènere Ulicna (Cramer, 1896)

        - Subfamília Agoninae (Swainson, 1839)
          - Gènere Agonopsis (Gill, 1861)
          - Gènere Agonus (Bloch & Schneider, 1801)
          - Gènere Freemanichththys (Kanayama, 1991)
          - Gènere Leptagonus (Gill, 1861)
          - Gènere Podothecus (Gill, 1861)
          - Gènere Sarritor (Cramer, 1896)

        - Subfamília Brachyopsinae (Jordan & Evermann, 1898)
          - Gènere Brachyopsis (Gill, 1861)
          - Gènere Chesnonia (Iredale & Whitley, 1969)
          - Gènere Occella (Jordan & Hubbs, 1925)
          - Gènere Pallasina (Cramer, 1895)
          - Gènere Stellerina (Cramer, 1896)
          - Gènere Tilesina (Schmidt, 1904)

      - Família Bathylutichthyidae
      - Família Comephoridae
      - Família Cottidae
      - Família Ereuniidae
      - Família Hemitripteridae
      - Família Psychrolutidae
      - Família Rhamphocottidae (Gill, 1888)

    - Superfamília Cyclopteroidea
      - Família Cyclopteridae
      - Família Liparidae

  - Subordre Dactylopteroidei
    - Família Dactylopteridae

  - Subordre Hexagrammoidei
    - Família Hexagrammidae

  - Subordre Normanichthyiodei
    - Família Normanichthyidae

  - Subordre Platycephaloidei
    - Família Bembridae
    - Família Hoplichthyidae
    - Família Platycephalidae

  - Subordre Scorpaenoidei
    - Família Aploactinidae
    - Família Caracanthidae
    - Família Congiopodidae
    - Família Eschmeyeridae (Mandrytsa, 2001)
    - Família Gnathanacanthidae
    - Família Neosebastidae
    - Família Pataecidae
    - Família Plectrogenidae
    - Família Scorpaenidae
    - Família Sebastidae
    - Família Setarchidae
    - Família Synanceiidae
    - Família Tetrarogidae
    - Família Triglidae[7][8][9][10][11][12][13][14][15]